# Hideki Kita
Hideki Kita (Japans: 喜多 秀喜, Kita Hideki; Saga, 28 september 1952) is een voormalige Japanse langeafstandsloper. Hij werd Aziatisch kampioen op de 5000 m en meervoudig Japans kampioen op de 5000 m en de 10.000 m. Ook schreef hij een aantal grote internationale marathons op zijn naam.

## Biografie
Zijn eerste succes boekte Kita in 1977 met het winnen van de Japanse titel op zowel de 5000 m als de 10.000 m. Een jaar later prolongeerde hij beide titels. Ook werd hij dat jaar vijfde bij de marathon van Beppu en tweede bij de marathon van Fukuoka.
In 1979 toonde Kita blijk van zijn goede vorm door eerste te worden bij de marathon van Beppu en goud te veroveren bij de Aziatische kampioenschappen op de 5000 m. Met een tijd van 13.55,3 eindigde hij voor zijn landgenoot Takao Nakamura (zilver; 13.59,8) en de Indiër Gopal Singh Saini (brons; 13.59,8). Dit was zijn eerste overwinning op de marathon. Later won hij ook de marathon van Tokio (1981) en de marathon van Peking (1984). Op de wereldkampioenschappen van 1983 in Helsinki eindigde hij op een teleurstellende 42e plaats met een tijd van 2:21.37.
Zijn sportcarrière sloot Hideki Kita af met vijfde plaatsen op de marathon van Peking (1987) en de marathon van Fukuoka (1988). In zijn nadagen won hij in 1993 nog de Omachi Alps Marathon met een tijd van 2:34.02.

## Titels
- Aziatisch kampioen 5000 m - 1979
- Japans kampioen 5000 m - 1977, 1978
- Japans kampioen 10.000 m - 1977, 1978

## Persoonlijke records
| Onderdeel | Prestatie | Datum           | Plaats    |
| --------- | --------- | --------------- | --------- |
| 5000 m    | 13.27,44  | 5 juli 1977     | Stockholm |
| 10.000 m  | 27.48,59  | 7 juli 1980     | Stockholm |
| marathon  | 2:10.30   | 4 december 1983 | Fukuoka   |

## Palmares

### 5000 m
- 1977:  Japanse kamp. - 13.44,4
- 1978:  Japanse kamp. - 13.39,5
- 1979:  Aziatische kamp. - 13.55,3

### 10.000 m
- 1977:  Japanse kamp. - 28.25,9
- 1978:  Japanse kamp. - 28.29,2
- 1980: 5e Stockholm - 27.48,59

### 10 Eng. mijl
- 1977:  Karatsu 10 mile - 47.55,4

### 20 km
- 1981:  Kashima Yutoku Half Marathon - 59.02,8

### halve marahon
- 1974:  Kashima Yutoku Half Marathon - 1:00.53,2

### 30 km
- 1987:  Ome-Hochi - 1:31.14
- 1990:  Kashima Yutoku Half Marathon - 1:33.01

### marathon
- 1978:  marathon van Fukuoka - 2:11.05
- 1978: 5e marathon van Beppu - 2:15.02
- 1979:  marathon van Beppu - 2:13.30
- 1980: 15e marathon van Fukuoka - 2:14.37
- 1981:  marathon van Tokio - 2:12.04
- 1981: 14e marathon van Fukuoka - 2:14.32
- 1982:  marathon van Fukuoka - 2:11.09
- 1982: 8e marathon van Tokio - 2:13.24
- 1983: 7e marathon van Fukuoka - 2:10.30
- 1983: 42e WK - 2:21.37
- 1984:  marathon van Peking - 2:12.16
- 1987: 9e Boston Marathon - 2:15.23
- 1987: 5e marathon van Peking - 2:13.09
- 1988: 12e Boston Marathon - 2:14.40
- 1988: 5e marathon van Fukuoka - 2:11.51
- 1989: 13e marathon van Rotterdam - 2:15.41
- 1990: 8e marathon van Fukuoka - 2:15.36
- 1990: 5e marathon van Rotterdam - 2:15.39
- 1993:  Omachi Alps Marathon - 2:34.02